# الشيوخ (عفرين)
الشيوخ  قرية سوريّة تتبع إداريّاً لمحافظة حلب منطقة عفرين ناحية راجو، بلغ تعداد سكانها 112 نسمة حسب التعداد السكاني لعام 2004.